# Bank Polski (Królestwo Polskie)

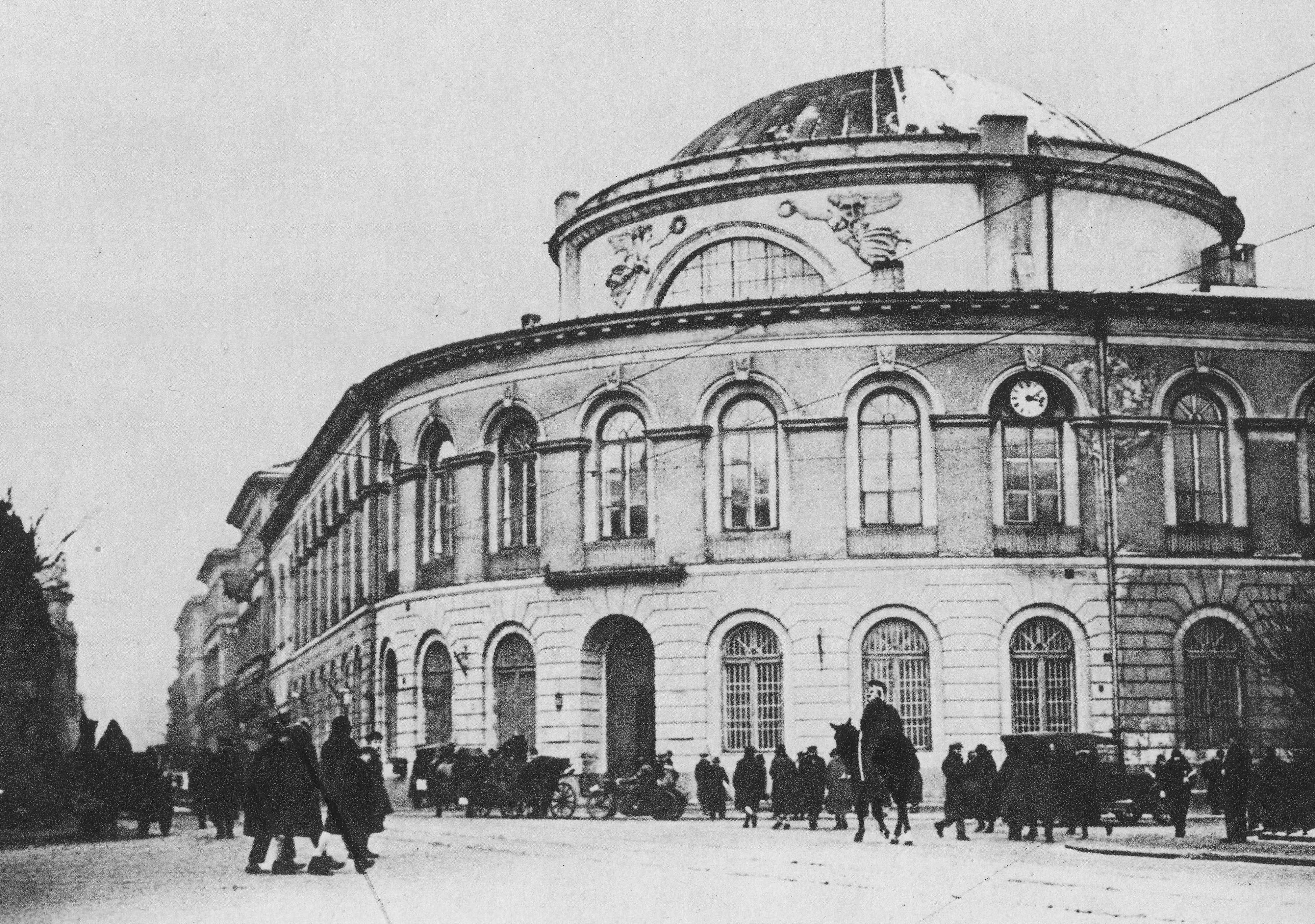
Gmach Giełdy i Banku Polskiego w Warszawie

Bank Polski – bank emisyjny i kredytowy, działający w latach 1828–1885 w Królestwie Polskim, z siedzibą w Warszawie, założony z inicjatywy księcia Franciszka Ksawerego Druckiego Lubeckiego. Zakres jego działalności obejmował m.in. emisję pieniądza, obrót papierami wartościowymi, nadzór nad sektorem bankowym, obsługę długu publicznego, udzielanie kredytów, a także finansowanie inwestycji w zakresie rozwoju przemysłu oraz budowy dróg publicznych. W 1885 r. Bank Polski został zlikwidowany i przekształcony w oddział rosyjskiego Banku Państwa.

## Historia

### Tło
Potrzebę stworzenia narodowego banku po raz pierwszy zaczęto podnosić w drugiej połowie XVIII w., gdy po raz pierwszy w 1763 r. taki pomysł wysunął Stanisław Konarski w czwartym tomie O skutecznym rad sposobie. W 1774 r. wojewoda gnieźnieński August Sułkowski złożył przemilczany przez władze projekt utworzenia banku państwowego, następnie powstała dwa lata później Rada Nieustająca otrzymała dwa kolejne projekty, które jednak odrzuciła. Również na sejmach w 1780 i 1786 r. składano następne, nierozpatrzone jednak propozycje. Na tym drugim Sejmie król Stanisław August wystąpił z inicjatywą wyznaczenia osób do analizy istniejących projektów i utworzenia jednego, wspólnego projektu.
W czasie prac Sejmu Czteroletniego nad tematem intensywnie dyskutowano w związku z koniecznością poprawy dochodów budżetu oraz chęcią uniezależnienia od komercyjnych bankierów. Jednym z najbardziej przemyślanych był projekt warszawskiego bankiera Jędrzeja Kapostasa, który ze względu na swoją szczegółowość i dopracowanie nadawał się do bezpośredniego wprowadzenia w życie. Po wybuchu insurekcji kościuszkowskiej Kapostas zwrócił uwagę T. Kościuszki na konieczność założenia banku i 8 czerwca 1794 r. Rada Najwyższa Narodowa uchwaliła powołanie Dyrekcji Biletów Skarbowych i emisję pierwszych polskich pieniędzy papierowych, jednak po upadku powstania straciły one ważność i nie zostały wykupione.
W Księstwie Warszawskim instytucję emisyjną powołano w 1810 r. pod nazwą Komisja do Dyrekcji Biletów Kasowych. Dyrekcja była niezależna od rządu, podlegała królowi i dostarczała środków skarbowi państwa, a nie gospodarce. Emisję rozpoczęto w lipcu następnego roku, ale pieniądz papierowy nie był popularny z powodu braku zaufania do niego wśród ludności. Po klęsce Napoleona pod Moskwą w kraju wybuchła panika i większość pieniędzy wymieniono na kruszec.

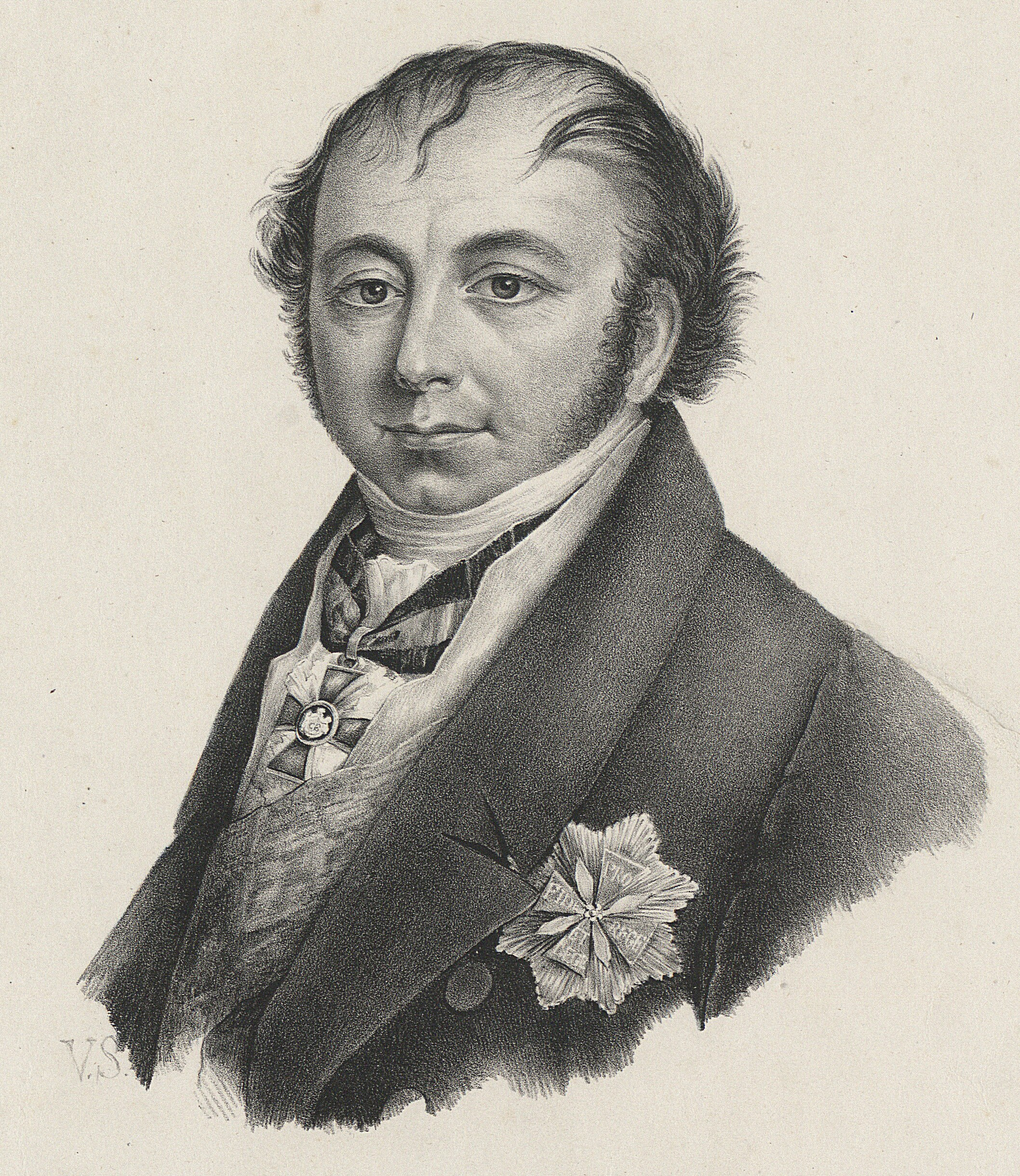
Franciszek Ksawery Drucki-Lubecki, inicjator powołania Banku Polskiego

Powstałe w 1815 r. Królestwo Polskie (tzw. kongresowe) znajdowało się w trudnej sytuacji finansowej. Z zadaniem jej poprawy w 1821 r. na ministra skarbu mianowany został Franciszek Ksawery Drucki-Lubecki. Oprócz uszczelnienia systemu podatkowego, inwestycji, których celem było uniezależnienie od Prus, zwiększenia podatków konsumpcyjnych i budowy monopoli skarbowych, Drucki-Lubecki zajmował się stymulowaniem rozwoju polskiego przemysłu (m.in. w Zagłębiu Staropolskim i Łodzi) i zdołał w 1822 r. wywalczyć zniesienie granicy celnej między Polską i Rosją, co pozwoliło na ekspansję polskich przedsiębiorstw. Jego polityka doprowadziła do zlikwidowania deficytu budżetowego i wytworzenia nadwyżki.
Częścią planu naprawy gospodarki i finansów Polski było powołanie w 1825 r. przez Druckiego-Lubeckiego Towarzystwa Kredytowego Ziemskiego, które miało udzielać pożyczek polskim ziemianom. Jednocześnie rosyjski minister finansów Igor Kankrin sprzeciwiał się powołaniu w Polsce jednego, dużego państwowego banku i optował za wykorzystaniem kilku mniejszych instytucji prywatnych. Taka postawa rosyjskiego ministra była typowa dla dużej części rosyjskiej opinii publicznej, która była zaniepokojona dynamicznym rozwojem gospodarczym Polski z powodu równoczesnej słabej sytuacji finansowej Rosji.
O założenie Banku Polskiego Drucki-Lubecki zabiegał już od 1821 r., gdy został ministrem, a pierwszy raz wspomniał o nim w liście skierowanym do namiestnika Józefa Zajączka w 1820 roku. Działania Druckiego-Lubeckiego zmierzające do powołania banku obejmowały nie tylko zabieganie o zgodę na tę decyzję w Petersburgu, ale często także stosowanie metody faktów dokonanych, jak budowa siedziby banku przed jego powołaniem, częste publiczne zapowiedzi jego powołania czy powiązanie TKZ z nieistniejącym jeszcze bankiem. W prace legislacyjne nad utworzeniem banku Drucki-Lubecki zaangażował Ludwika hr. Jelskiego, który udał się w podróż po Europie celem studiowania tamtejszych rozwiązań organizacyjnych. Jelski został potem pierwszym prezesem banku.

### Powstanie i organizacja
W grudniu 1827 r. Drucki-Lubecki przedstawił projekt powołania banku Mikołajowi I i uzyskał jego wstępną zgodę, jednak ostateczną uzyskał dopiero po przeforsowaniu swojego zdania pod nieobecność Kankrina na forum rosyjskiego Komitetu Finansów z 20 stycznia 1828 roku. Bank powstał na mocy dekretu króla Polski z 28 stycznia 1828 roku zgodnie z art. 163 Konstytucji, co spotkało się z zarzutem niekonstytucyjności okoliczności jego utworzenia (brak udziału Sejmu) podnoszonym przez opozycję sejmową, Komisję Rządową Wyznań Religijnych i Oświecenia, a także przez Nikołaja Nowosilcowa. Drucki-Lubecki zdecydował się jednak na obejście Sejmu, bojąc się, że część przepisów ustawy mogłaby wywołać opór parlamentarzystów.
Otwarto go ostatecznie 6 maja 1828 r., a jego statut określać miał król Polski. Była to instytucja rządowa o własnej osobowości prawnej. Zgodnie z ustawą król, na wniosek ministra przychodów i skarbu, mianował jego kierownictwo, złożone z prezesa, wiceprezesa i trzech dyrektorów. Członkowie zarządu kierowali poszczególnymi obszarami działalności, a prezes z mocy prawa zajmował się nadzorem nad giełdą. Organem nadzoru i kontroli nad bankiem była Komisja Umorzenia Długu Krajowego, której przewodniczył senator, a po powstaniu listopadowym kontroler generalny Królestwa Polskiego. Komisja miała szerokie uprawnienia kontrolne, a o kontrolę mogli się do niej zwracać nawet klienci banku. Jako organ doradczy funkcjonowało zaś sześciu radców handlowych wybieranych przez Zgromadzenie Kupców Warszawskich. Roczne sprawozdanie z działalności zarząd był zobowiązany za pomocą ministra przekazać Sejmowi.
Siedzibę Banku Polskiego stanowił wybudowany dla niego gmach na rogu ulic Elektoralnej i Senatorskiej w Warszawie (od tego gmachu wziął nazwę plac Bankowy), a na prowincji bank działał za pomocą kas skarbowych, miejskich, solnych, celnych i pocztowych, które miały obowiązek dokonywać wymiany banknotów na bilon i odwrotnie.

### Zakres działalności

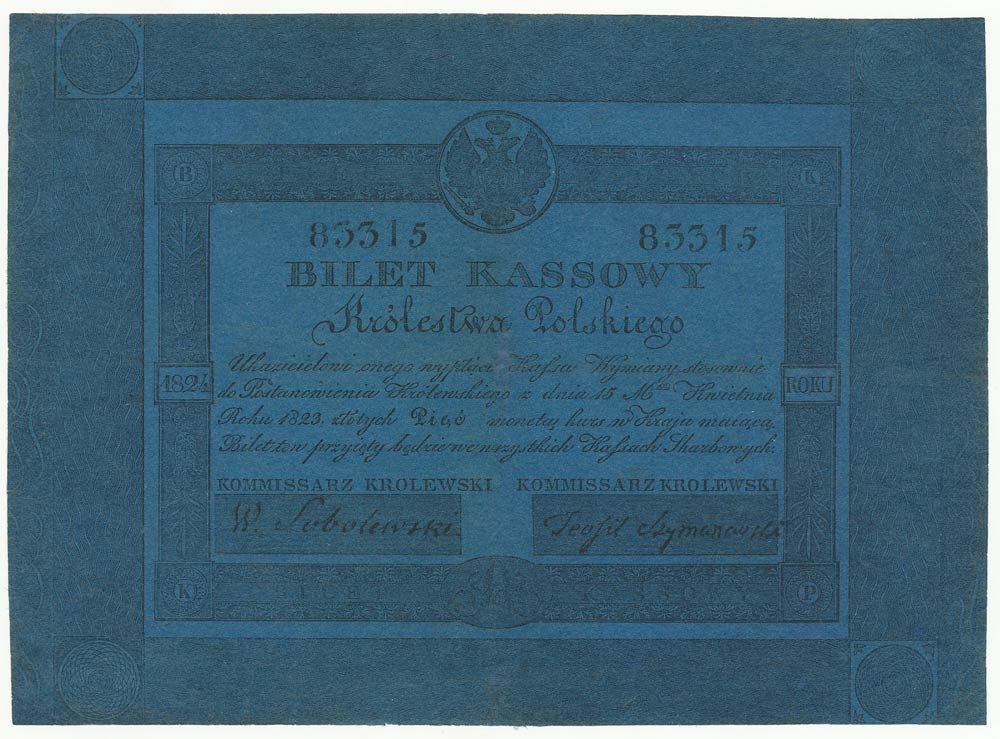
5 złotych polskich (1824) – z pierwszej serii znaków pieniężnych wprowadzanych przez Bank Polski

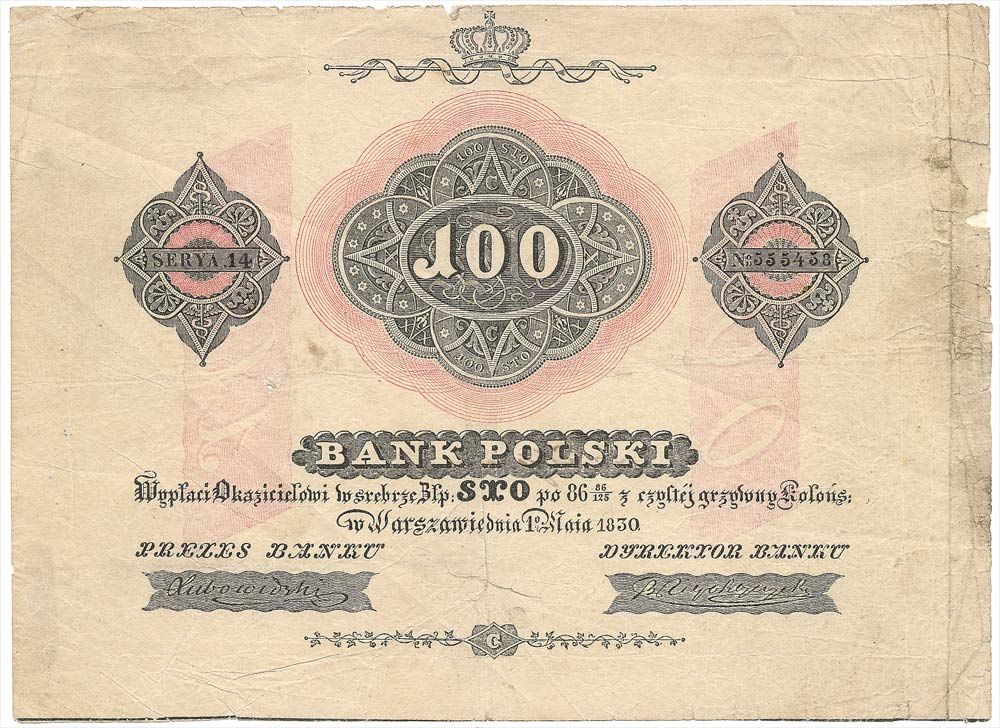
100 złotych polskich (1830)

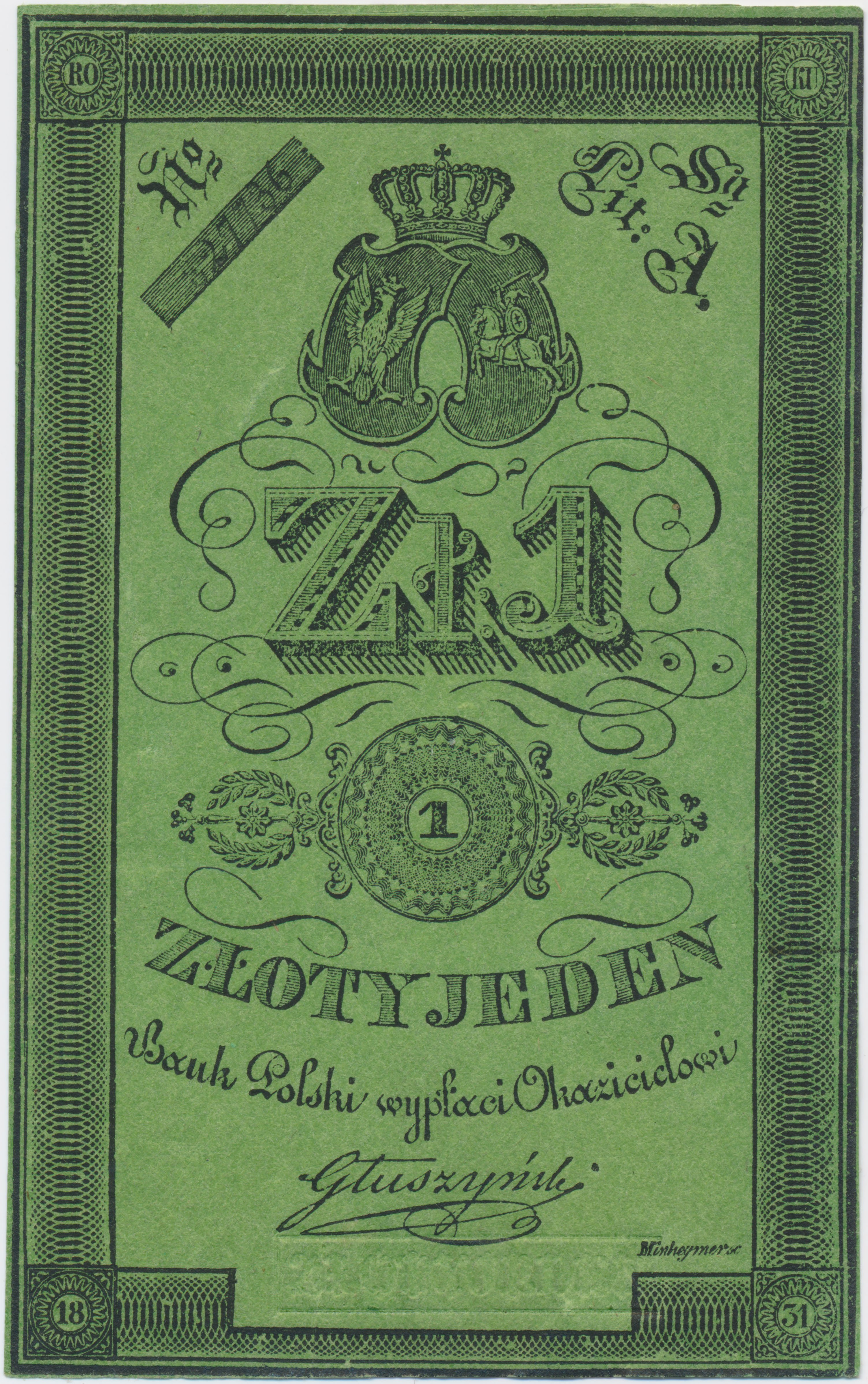
Banknot okresu powstania listopadowego

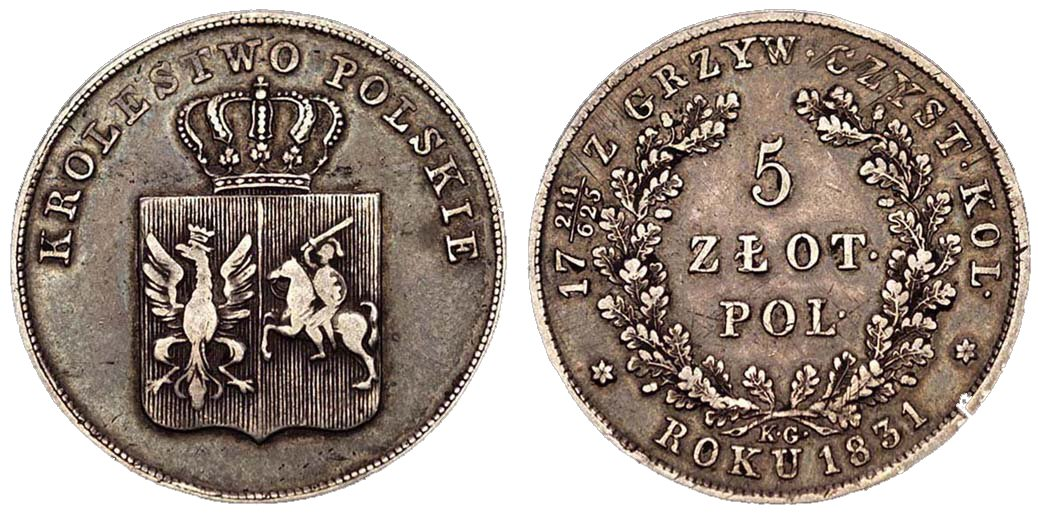
5-złotówka (1831) bita w okresie nadzoru Banku Polskiego nad mennicą warszawską

Oprócz normalnej działalności typowej dla banku centralnego (emisja pieniądza, nadzór nad sektorem bankowym, obsługa długu publicznego, przyjmowanie depozytów instytucji publicznych), Bank Polski miał także inicjować i finansować przedsięwzięcia w zakresie rozwoju przemysłu oraz budowy dróg publicznych, a także udzielać komercyjnych kredytów krótko- i długoterminowych (nisko oprocentowane, tj. 4–8%), przyjmować depozyty i prowadzić rachunki depozytowe osób i przedsiębiorstw, skupować dewizy i obracać papierami wartościowymi.
Pokrywanie długu publicznego obejmowało regulowanie finansów państwa, które musiało radzić sobie z dawnym zadłużeniem z czasów Księstwa Warszawskiego oraz nowymi pożyczkami. Jednocześnie przepisy były tak skonstruowane, że korzystanie z kredytu w Banku Polskim na pokrycie deficytu budżetowego lub na nadzwyczajne wydatki państwowe było zakazane. W praktyce bank kilkukrotnie pośredniczył w zaciąganiu i umarzaniu nowych pożyczek dla państwa (1829, 1834, 1835, 1838, 1841).
Jako bank centralny Bank Polski zyskał wyłączność na emisję papierowego pieniądza i zwolnienie swojego kapitału od podatków. Co więcej, bank zajmował się handlem towarami takimi jak zboże, drewno i sukno, które kupował na własny rachunek, przechowywał we własnych magazynach i sprzedawał. Od 2 lutego 1830 r. Bank Polski miał prawo emisji banknotów do wysokości kapitału zakładowego. Bilety kasowe nie były jednak prawnym środkiem płatniczym w Polsce, zatem nie było obowiązku ich przyjmowania, jednak można było w nich opłacać wszystkie świadczenia na rzecz państwa. Papierowe bilety były wymienialne na monety srebrne według tzw. monometalizmu srebrnego przez cały czas, także podczas powstania listopadowego, co odbudowało częściowo zaufanie do papierowego pieniądza. Do wybuchu powstania listopadowego głównym kredytobiorcą Banku Polskiego była Komisja Rządowa Spraw Wewnętrznych i Policji, która wzięła 14 mln zł kredytu na budowę dróg.
Kapitał zakładowy banku wynosił początkowo 30 mln zł polskich, od 1830 r. – 35 mln, od 1834 r. – 42 mln, od 1841 r. – 8 mln rubli, czyli ok. 53 mln zł pol. Tym samym istniejące w Polsce banki prywatne miały łącznie kapitały niższe niż kapitał Banku Polskiego.
Ustawowe kompetencje banku w zakresie rozwoju handlu, kredytów i przemysłu narodowego były ogólne i miały być uszczegóławiane aktami niższego rzędu przez namiestnika, na wniosek ministra przychodów i skarbu, dzięki czemu Bank Polski mógł elastycznie dopasowywać swoje działania do potrzeb.

### Powstanie listopadowe
Po wybuchu powstania listopadowego zarząd Banku Polskiego poparł powstanie i wyasygnował kwotę 7 mln zł na zakup żywności i broni oraz zaangażował się w próby uzyskania pożyczki zagranicznej dla potrzeb wojny z Rosją (160 mln zł pozyskane w Wielkiej Brytanii na zakup uzbrojenia). 9 grudnia 1830 r. Bankowi Polskiemu oddano nadzór nad warszawską mennicą, a bank zwiększył emisję pieniądza w celu pokrycia wydatków wojennych. Wojna i niedobór kruszców spowodowały jednocześnie nadprodukcję monety bilonowej i spadek zaufania do pieniądza papierowego, a tym samym zwiększoną chęć wymiany go na monety. Po detronizacji króla Mikołaja I rozpoczęto produkcję monet z herbem narodowym z Orłem i Pogonią.

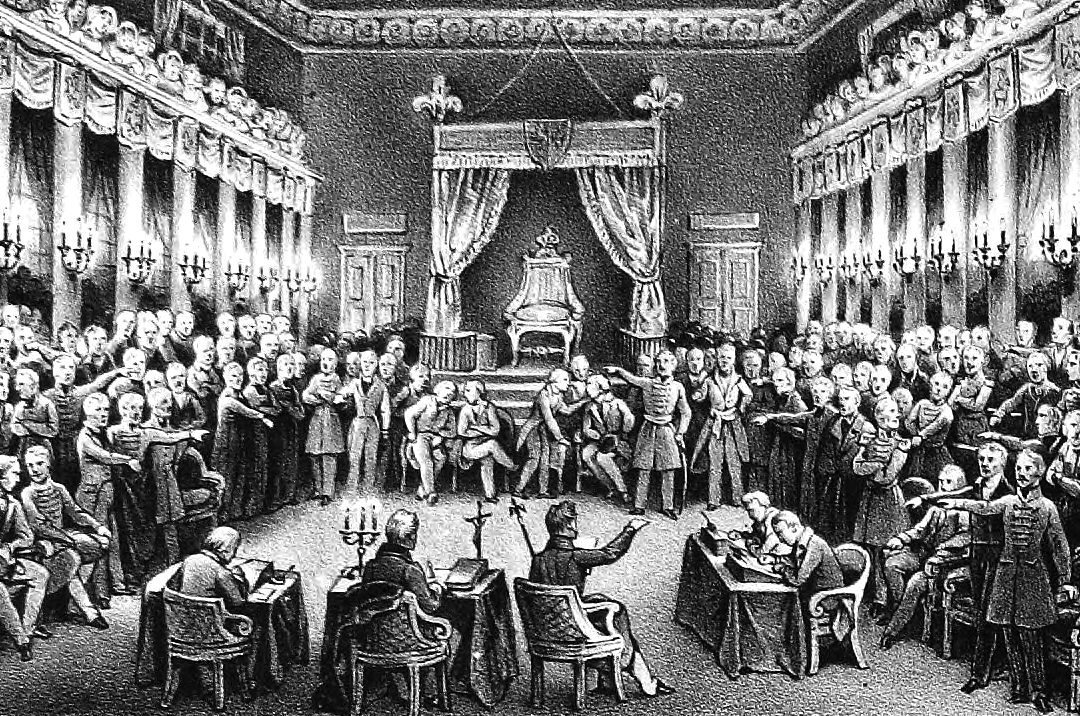
Uchwała Sejmu o detronizacji Mikołaja I

10 czerwca 1831 r. bank wystosował odezwę do obywateli zachęcającą do wzięcia udziału w pożyczce narodowej, a następnie przyjmował dobrowolne ofiary obywateli.

### Represje popowstaniowe
Po upadku powstania autonomia Polski została zlikwidowana i przywrócono granicę celną z Rosją, co spowodowało ucieczkę przedsiębiorców do rosyjskiego Białegostoku, a Rosjanie obcięli polski budżet i zażądali przekazywania jego części na rzecz Rosji, jednak od planowanej likwidacji Banku Polskiego szybko odstąpiono ze względów pragmatycznych, choć 3 stycznia 1832 r. odebrano bankowi kontrolę nad mennicą. Kierownictwo banku objęli zaufani namiestnika Królestwa Polskiego Iwana Paskiewicza: Józef Lubowidzki i Henryk Łubieński.
Od 1834 r. rozpoczęto rusyfikację Banku Polskiego, kiedy zorganizowano kursy języka rosyjskiego dla urzędników banku. Dwa lata później wprowadzono zasadę pierwszeństwa zatrudnienia dla osób wykazujących się znajomością języka rosyjskiego, a w 1837 r. nałożono na personel obowiązek znajomości tego języka. W 1832 r. zaczęto także emitować pieniądz dwujęzyczny w miejsce polskiego, a w 1841 r. (z datą obowiązywania od 1 stycznia 1842 r.) zastąpiono złote rosyjskimi rublami z dwujęzycznymi napisami po kursie 1 rubel = 6,66 zł. Od 1852 r. zaprzestano przyjmowania biletów kasowych i bankowych denominowanych w złotych. W 1859 r. zastąpiono dotychczasowe emisje pieniądzem rosyjskojęzycznym, a w 1864 r. Aleksander Kruze jako pierwszy Rosjanin został prezesem Banku Polskiego (chociaż Rosjanie znaleźli się w zarządzie banku już w 1840 r. w osobach jego dwóch dyrektorów).
Po wybuchu powstania styczniowego personel Banku Polskiego 9 czerwca 1863 r. przekazał powstańcom Aleksandra Waszkowskiego depozyty o wartości 3,6 mln zł, 0,5 mln rubli i wiele listów zastawnych.
9 stycznia 1867 r. Bank Polski przeszedł na kalendarz juliański, a 1 stycznia dwa lata później wprowadzono w nim język rosyjski we wszystkich dziedzinach jego pracy. Natomiast warszawską mennicę unieruchomiono w 1865 r., a zamknięto trzy lata później.

### Przekształcenia w kierunku banku komercyjnego
Co prawda w latach 60. XIX w. planowano podwyższenie kapitału zakładowego do 10 mln rubli, powołanie pięcioosobowego zarządu i rozbudowę sieci oddziałów terenowych w celu przekształcenia w bank akcyjny o profilu handlowym, jednak plan ten został zarzucony prawdopodobnie z powodu utworzenia banku centralnego Rosji. Po przejęciu w 1860 r. funkcji typowych dla banku centralnego przez Bank Państwa Imperium Rosyjskiego i wycofaniu się z działalności inwestycyjnej Bank Polski skoncentrował się na kredytach krótkoterminowych, otwierając w latach 60. XIX w. 11 oddziałów w najważniejszych miastach Polski, co było jedynym zrealizowanym elementem pierwotnego planu.
Pierwszą filię banku otwarto w 1860 r. w Łodzi w pałacu fabrykanckim przy ul. Piotrkowskiej 286, odkupionym na ten cel od Ludwika Geyera. Następnie były to oddziały we Włocławku (1867), Lublinie (1870), Płocku i Kaliszu (1872), Radomiu i Częstochowie (1873), Piotrkowie, Łomży i Jędrzejowie (1875). Od 1878 r. ta ostatnia została przeniesiona do Kielc.

### Likwidacja
Po powstaniu styczniowym autonomia i odrębność Polski została zniesiona, a Rosjanie zdecydowali o likwidacji Banku Polskiego. W 1869 r. bank został podporządkowany rosyjskiemu Ministerstwu Skarbu w Petersburgu, rok później pozbawiony prawa emisji banknotów (ostatnia emisja nastąpiła w 1866 r.), udzielania pożyczek hipotecznych i na zakup bydła i nawozów, pożyczek dla zakładów przemysłowych i pod zastaw kamieni i metali szlachetnych, przyjmowania weksli z zabezpieczeniem hipotecznym i sprzedaży nieruchomości bankowych. Następnie stopniowo ograniczano jego działalność w kolejnych obszarach, w efekcie czego przez kolejne 15 lat działał jak zwykły bank komercyjny, a jego znaczenie dla gospodarki stało się znikome. 30 lipca 1875 r. banknoty Banku Polskiego straciły ważność.
W 1885 r. Bank Polski został zlikwidowany i przekształcony w oddział rosyjskiego Banku Państwa z dniem 1 stycznia 1886 r., a uroczystość otwarcia warszawskiego oddziału Banku Państwa odbyła się 13 stycznia 1886 roku. Jednocześnie część pracowników zwolniono. Ostatnie operacje związane z likwidacją przeprowadzono do 1 stycznia 1894 roku. Dopiero 9 grudnia 1916 r. powołano zarządzeniem niemieckiego generał-gubernatora Polską Krajową Kasę Pożyczkową, a 28 kwietnia 1924 r. powstał w niepodległej Polsce Bank Polski SA.

## Prezesi
Prezesami banku byli:
- Ludwik Jelski (1828–1831)
- Józef Lubowidzki (1832–1842)
- Józef Tymowski (1842–1855)
- Benedykt Niepokoyczycki (1855–1862)
- Aleksander Laski (1862–1863)
- Aleksander Kruze (1864–1870)
- Teofil Roguski (1870–1875)
- Teodor Baumgarten (1875–1885)
- Gustaw Diersen (1885–1886)

## Inwestycje

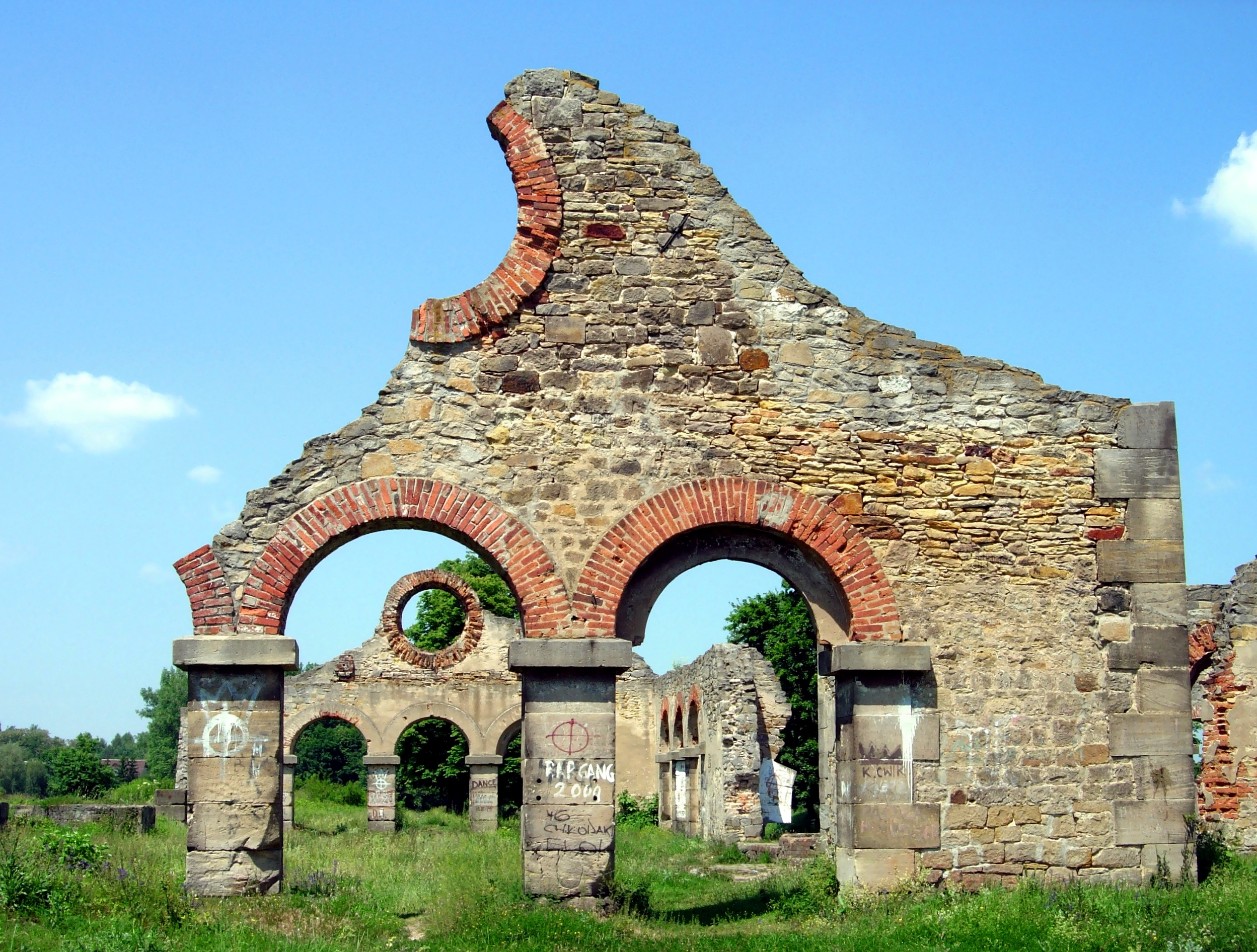
Ruiny walcowni w Nietulisku Dyżym w Zagłębiu Staropolskim

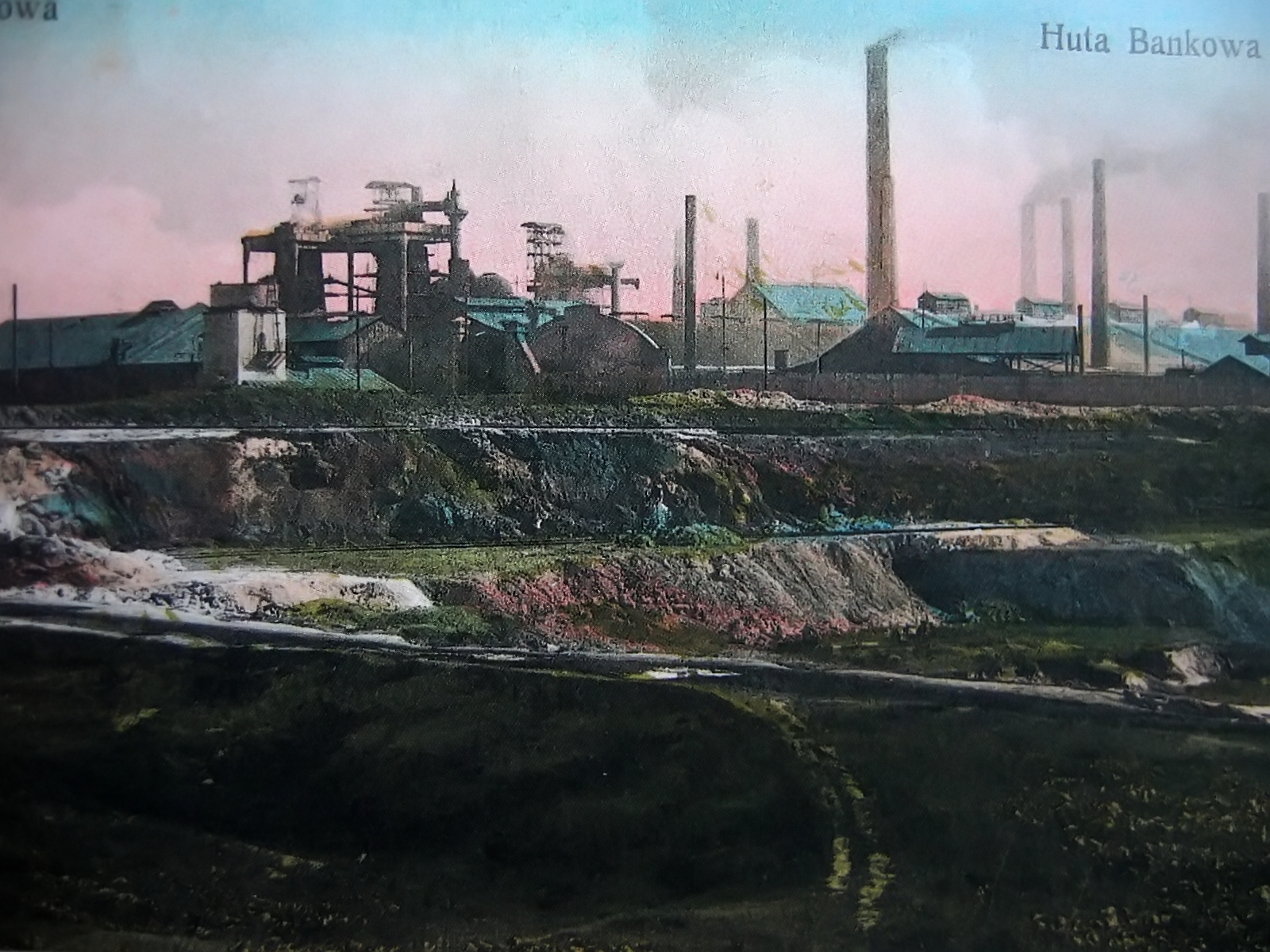
Huta Bankowa

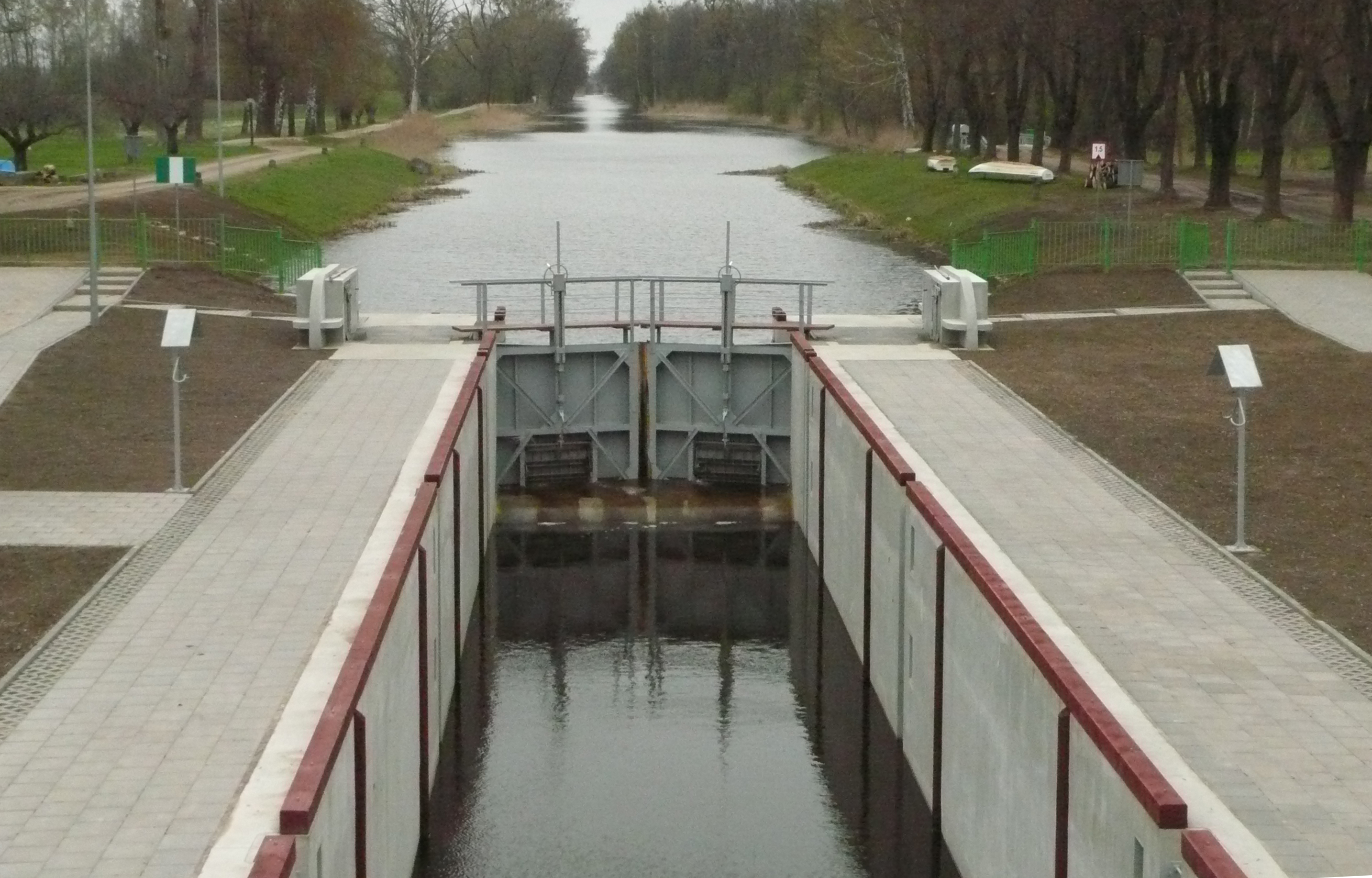
Kanał Augustowski, śluza Borki

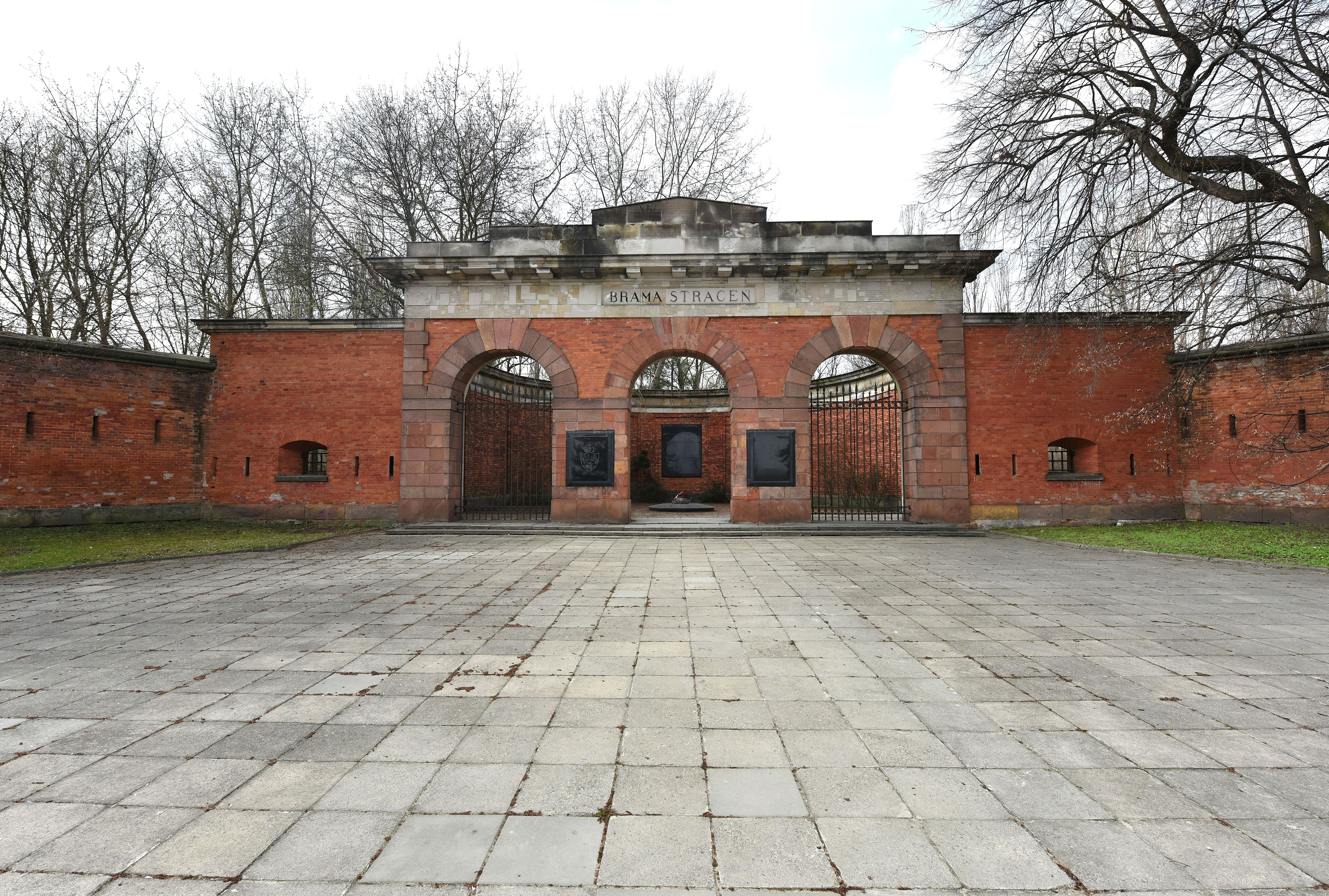
Cytadela Warszawska, Brama Straceń

Działalność Banku Polskiego przyczyniła się do rozwoju ważnych ośrodków i zakładów przemysłowych, m.in. Fabryki Maszyn w Warszawie, Huty Bankowej, Zakładów Starachowickich, Zakładów Żyrardowskich, Papierni w Jeziornie, Warzelni Soli w Ciechocinku, Kanału Augustowskiego, magazynów zbożowych w Warszawie, Włocławku, Nowym Dworze i Łodzi, hut w Niwce, Blachowni, Pradłach i Rejowie, fabryki stali w Berezowie, fabryki żelaza w Ostrowcu, walcowni w Irenie, odlewni w Parszowie, hut cynkowych w Dąbrowie, Niemcach i Niwce, walcowni cynku w Sławkowie, młyna parowego na Solcu w Warszawie, kopalni węgla w Dąbrowie, warsztatów w Białogoniu, Bobrze i Suchedniowie czy współudziału w budowie kolei warszawsko-wiedeńskiej. W 1840 r. Bank uruchomił pierwszy statek parowy na Wiśle.
W intencji Druckiego-Lubeckiego Bank Polski miał wspierać pożyczkami rząd w rozwoju górnictwa i hutnictwa oraz rozbudowie infrastruktury. Po powstaniu listopadowym sytuacja w tych branżach była bardzo zła, a kondycja zakładów bliska niewypłacalności. W celu zdjęcia z państwa ciężaru utrzymania nierentownych zakładów oddano je Bankowi Polskiemu jako ich wierzycielowi. W tym okresie zweryfikowano listę rozpoczętych inwestycji i część z nich zarzucono, a docelowo nawet zakłady nadal istniejące miały zostać sprywatyzowane.
W latach bank 1829–1837 finansował budowę dróg w Królestwie Polskim na podstawie umowy z 23 lipca 1829 r., która przewidywała, że bank nie tylko sfinansuje budowę, ale także będzie ich wykonawcą. Skutkiem tej umowy powstały trakty: Krakowski, Wołyńsko-Śląski, Fabryczny, Uściłuski, Toruński, Białostocki oraz drogi z Piaseczna do Mniszewa i z Jędrzejewa do Wodzisławia.
W latach 1829–1842 – górnictwo rządowe (w 1833 r. stał się także jego administratorem). Nowy zarząd zdecydował także o położeniu większego nacisku na rozwój Zagłębia Dąbrowskiego, zamiast Staropolskiego Okręgu Przemysłowego. Od 1834 r. w formie pożyczki dla miasta Warszawy bank finansował budowę cytadeli warszawskiej, wzniesionej w latach 1832–1836.
Lata 1840. i 1850. stały się natomiast okresem stagnacji gospodarczej, kiedy finansowanie industrializacji przez państwo stało się niemożliwe. W tym okresie w Banku Polskim ujawniono także nadużycia, zakończone aresztowaniem w 1848 r. Lubowidzkiego i Łubieńskiego, a administracja górnictwa i hutnictwa wróciła do rządowej Komisji Przychodów i Skarbu. W latach 1855–1876 Bank Polski zbywał posiadane zakłady przemysłowe, często odbywało się to ze stratą dla banku.